# Изимка
Изи́мка (баш. Изем) — деревня в Шаранском районе Республики Башкортостан Российской Федерации. Входит в состав Нуреевского сельсовета. 

## География

### Географическое положение
Деревня расположена на правом берегу реки Сюнь. Центр сельсовета (село Нуреево) находится рядом через мост к востоку. Расстояние до:
- районного центра (Шаран): 30 км,
- ближайшей ж/д станции (Кандры): 35 км.

## История
Деревня основана в 1928 году переселенцами из деревни Енахметово — переселились 7 семей, насчитывавшие 31 человек. Деревню назвали «Изм» от слова «коммунизм».
Был создан колхоз «Помаш» («Родник»).
В 1939 году в посёлке Изм Акбарисовского сельсовета Шаранского района 44 жителя (20 мужчин, 24 женщины). В начале 1950-х годов — уже деревня Изимка Нуреевского сельсовета.
В послевоенные годы была создана овцеферма, организован откорм КРС. Между селом Нуреево и деревней был расположен колхозный сад-огород.
В 1959 году в деревне Нуреевского сельсовета было 42 жителя (22 мужчины, 20 женщин).
В 1970 году в селе Изимка — 44 человека (23 мужчины, 21 женщина).
В 1979 году в деревне проживало также 44 жителя (23 мужчины, 21 женщина), в 1989 году — 46 человек (25 мужчин, 21 женщина).
В 2002 году — 80 человек (41 мужчина, 39 женщин), башкиры (75 %).
В 2010 году — 70 человек (30 мужчин, 40 женщин).
По переписи 2021 года — 47 человек, из них 31 мариец, 14 татар, по одному башкиру и русскому.

## Население
| 2002 | 2009 | 2010 |
| ---- | ---- | ---- |
| 80   | ↗94  | ↘70  |

## Инфраструктура
Деревня электрифицирована, есть кладбище. Единственная улица — Степная — представляет собой просёлочную дорогу. Других производственных и социальных объектов нет.